# Spoorlijn Domfront - Pontaubault
De spoorlijn Domfront - Pontaubault was een Franse spoorlijn van Domfront naar Pontaubault. De lijn was 60,6 km lang en heeft als lijnnummer 437 000.

## Geschiedenis
De lijn werd in gedeeltes geopend door de Compagnie des chemins de fer de l'Ouest, van Romagny naar Pontaubault op 16 juni 1889 en van Domfront naar Romagny op 12 november 1893. Op 18 juli 1939 is de lijn gesloten voor personenvervoer. Tussen Romagny en Fontenay-Milly was er goederenvervoer tot 1 juli 1967, tussen Fontenay-Milly en Saint-Hilaire-du-Harcouët tot 5 mei 1971, tussen Saint-Hilaire-du-Harcouët en Pontaubault tot 24 september 1989 en tussen Domfront en Romagny tot 1 oktober 1990.

## Aansluitingen
In de volgende plaatsen is of was er een aansluiting op de volgende spoorlijnen:
Domfront
RFN 432 000, spoorlijn tussen Alençon en Domfront
RFN 436 000, spoorlijn tussen La Chapelle-Anthenaise en Flers
Romagny
RFN 440 000, spoorlijn tussen Vire en Romagny
Saint-Hilaire-du-Harcouët
RFN 448 000, spoorlijn tussen Saint-Hilaire-du-Harcouët en Fougères
Pontaubault
RFN 415 000, spoorlijn tussen Lison en Lamballe